# بلک‌شتاین
بلک‌شتاین (به انگلیسی: Blackenstein) یک فیلم سینمایی آمریکایی در سبک سینمای تجارتی سیاهان و فیلم ترسناک به کارگردانی ویلیام ای. لیوی و با بازی جان هارت، آندره‌آ کینگ، روزولت جکسون، جو د سو، نیک بولین، و لیز رنای محصول سال ۱۹۷۳ میلادی است. این فیلم اساس فرانکنشتاین اثر مری شلی ساخته شده‌است.

## داستان
ادی کهنه سربازی ویتنامیست که اعضای بدنش را به علت رفتن روی مین از دست داده ولی پزشکی ماهر قادر به وصل کردن آن اعضا می‌شود.